# Oakwood Hills
Oakwood Hills és una població dels Estats Units a l'estat d'Illinois. Segons el cens del 2000 tenia 2.194 habitants.

## Demografia
Segons el cens del 2000, Oakwood Hills tenia 2.194 habitants, 719 habitatges, i 598 famílies. La densitat de població era de 749,7 habitants/km².
Dels 719 habitatges en un 47,8% hi vivien nens de menys de 18 anys, en un 73,2% hi vivien parelles casades, en un 6,8% dones solteres, i en un 16,8% no eren unitats familiars. En l'11,8% dels habitatges hi vivien persones soles el 2,2% de les quals corresponia a persones de 65 anys o més que vivien soles. El nombre mitjà de persones vivint en cada habitatge era de 3,05 i el nombre mitjà de persones que vivien en cada família era de 3,34.
Per edats la població es repartia de la següent manera: un 31,5% tenia menys de 18 anys, un 7,1% entre 18 i 24, un 35,2% entre 25 i 44, un 22,3% de 45 a 60 i un 3,9% 65 anys o més.
L'edat mediana era de 34 anys. Per cada 100 dones de 18 o més anys hi havia 99,9 homes.
La renda mediana per habitatge era de 68.182 $ i la renda mediana per família de 70.875 $. Els homes tenien una renda mediana de 52.051 $ mentre que les dones 30.508 $. La renda per capita de la població era de 26.397 $. Aproximadament el 3,9% de les famílies i el 5% de la població estaven per davall del llindar de pobresa.

## Poblacions més properes
El següent diagrama mostra les poblacions més properes.